# Mark E. Neely Jr.
Mark E. Neely Jr. (né le 10 novembre 1944 à Amarillo, au Texas) est un historien et professeur d'histoire américain. Il est spécialiste de la guerre de Sécession et d'Abraham Lincoln.

## Biographie
Neely est né au Texas. Il a obtenu son diplôme en études américaines en 1966, et son doctorat en histoire à l'université Yale en 1973. Cette même université lui a décerné la médaille Wilbur Cross en 1995.
En 1971-1972, il enseigne à l'université d'État de l'Iowa. En 1972, il est nommé à la direction du musée Lincoln à Fort Wayne, dans l'Indiana, un poste qu'il occupe pendant 20 ans.
En 1992, Mark E. Neely Jr. est nommé professeur d'histoire et d'études américaines à l'université de Saint-Louis, titulaire de la chaire «  John Francis Bannon ». En 1998, il devient professeur d'histoire de la guerre de Sécession à l'université d'État de Pennsylvanie.
Neely est surtout connu pour son livre paru en 1991, The Fate of Liberty: Abraham Lincoln and Civil Liberties, qui remporte en 1992 le prix Pulitzer d'histoire.

## Publications
- 1981 – The Abraham Lincoln Encyclopedia
- 1984 – (avec Gabor S. Boritt et Harold Holzer) The Lincoln Image: Abraham Lincoln and the Popular Print
- 1985 – (avec Gabor S. Boritt et Harold Holzer) Changing The Lincoln Image
- 1986 – (avec R. Gerald McMurtry) The Insanity File: The Case of Mary Todd Lincoln
- 1987 – (avec Gabor S. Boritt et Harold Holzer) The Confederate Image: Prints of the Lost Cause
- 1990 – (avec Harold Holzer) The Lincoln Family Album
- 1991 – The Fate of Liberty: Abraham Lincoln and Civil Liberties
- 1993 – (avec Harold Holzer) Mine Eyes Have Seen the Glory: The Civil War in America
- 1993 – The Last Best Hope of Earth: Abraham Lincoln and the Promise of American
- 1999 – Southern Rights: Political Prisoners and the Myth of Confederate Constitutionalism
- 2000 – (avec Harold Holzer) The Union Image: Popular Prints in the Civil War North
- 2002 – The Union Divided: Party Conflict in the Civil War North
- 2005 – The Boundaries of American Political Culture in the Civil War Era
- 2007 – The Civil War and the Limits of Destruction
- 2011 – Lincoln and the Triumph of the Nation: Constitutional Conflict in the American Civil War